# 謝霏霏
謝霏霏（1945年3月15日—），筆名淼淼，籍貫福建省晉江縣，臺灣教育工作者，中國國民黨黨員。曾獲中華民國全國資深優良教師。
謝霏霏是1940年代末至臺的外省人之一，赴臺後於臺灣師範大學完成學業。畢業後在臺東縣、雲林縣等地中學任教，先後擔任過初鹿國中、麥寮國中、斗六國中、土庫國中等校校長。

## 生平
謝霏霏籍貫福建省晉江縣，出生於2024
年3月15日，約在1949年來臺，臺灣師範大學國文系畢業、國文研究所暑修班結業。1962年就讀高中時加入中國國民黨。歷任臺東縣立初鹿國民中學校長、雲林縣立麥寮國民中學校長（改制前末任）、雲林縣立斗六國民中學校長、雲林縣立土庫國民中學第4任校長和雲林縣立東明國民中學校長，且是中華民國全國資深優良教師。謝霏霏也曾因私立學校以學力測驗之名搶學生，建議政府國中公辦、私人興補習教育。

### 麥寮國中校長任內
1991年4月24日，時任臺灣省雲林縣立麥寮國中校長的謝霏霏以邀請函向雲林縣政府人事處告假，並以中國國民黨黨員身分參加該黨中央婦女工作會在雲林縣辦的社政婦女聯誼會，發起連署聲討當時在野黨民主進步黨在國民大會臨時會期間非法遊行，約有200名與會者簽名。26日，民主進步黨籍的雲林縣議員林慧如、鍾淑娟、林振財等人到麥寮國中向謝霏霏抗議，發生口角；同日在野黨人士也連署指責謝霏霏上課時間參加政黨活動。27日，雲林縣政府教育局召開全縣各級學校校長會議，校長們“紛紛關懷谢霏霏”；她認為自己是國民黨黨員、文宣委員，參加黨的活動沒有不對。5月1日下午，雲林縣議會邀請謝霏霏列席備詢，民進黨籍議員前一日討論預計就其請假參加政黨活動“请教”。同月27日下午，縣議員林振財要求刪除謝霏霏薪水5萬元（當時其薪水5萬2千元），林慧如則要求刪減半額差旅費，最後主席鍾淑娟裁示交由教育局、縣政府人事處加以處理，再向議會報告。
30日，雲林縣政府審核雲林地院推薦謝霏霏為“推行社會教育有功人員”、由省褒揚的資格。9月16日，謝霏霏投稿《中國時報》「體罰學生『有罪』，夫子情何以堪」，對當時高雄法院判處打傷學生的老師拘役感到不平。
同年，謝霏霏意欲解聘被指控教學有失認真、有涉嫌毆打女警衛嫌疑的教師吳明德，並讓其介聘它校，但吳明德沒有接受；謝霏霏並曾召集全校教師開人評會，以其考績丁等，決議解聘。吳事後向雲林縣政府教育局、臺灣省政府教育廳、臺灣省議會投訴，省議會遂成立專案小組，由蘇洪月嬌等人到北港舉行諮詢會議，第一次謝霏霏未收到公函而未出席；第二次雖有公函，但以省議員無權請國中校長為由拒絕出席。最後，麥寮國中校方、家長會託教育局帶給蘇洪月嬌的口信表示堅持不續聘、亦無法改採資遣。1992年1月28日，台灣農權總會會長林國華和雲林縣議員林慧如、鍾淑娟，以及吴明德具狀向雲林地檢署告發謝霏霏“因公假、事假支領旅費”及“運用職權脅迫學生家長獻金”兩項違法瀆職罪嫌。开庭偵查时，谢霏霏对之皆予以否认；地檢署最後也因告訴人指控罪證不足而諭知不起訴。
1993年，謝霏霏參選中國國民黨第十四次全國代表大會黨代表落選。
謝霏霏在麥寮國中校長任內曾因派遣老師到校外街道站崗，嚴禁學生在校外購食或打電玩，遭業者恐嚇。

### 斗六國中校長任內
謝霏霏在斗六國中校長任內，因要徵收“文三”公共設施保留地，發包拆除當地住宅，引發原住戶不滿；謝霏霏也因此事到雲林縣議會備詢。1995年9月，由於該校男學生違反髮禁，教師為他們剪髮，但髮型奇特，使家長到學校抗議；謝霏霏承擔所有責任，此事最後並和平解決。1998年6月30日，斗六國中家長會委員和幾位民代前往縣府，要求縣長蘇文雄將謝霏霏調離該校；蘇文雄允諾在暑假進行調動。8月8日，謝霏霏傳出將與時任土庫國中校長林久華互調時引發土庫國中家長關切；地方更一度傳聞交接時將抗議。

### 土庫國中校長任內
謝霏霏在8月27日交接時是受到土庫國中師生禮遇。1999年6月的畢業典禮上，時任家長會長陳良俊致詞表示因校方不重視家長會，該會將停止運作，謝霏霏則認為兩方溝通並無問題。2000年，謝霏霏出版新書《漫漫情路》，土庫國中校友、前雲林縣縣長張榮味也為該書題序。2003年5月，土庫國中開辦營養午餐，卻因素食收費過高引起爭議。2005年，謝霏霏親自為服儀抽檢不合格的女學生理髮，因不在輔導管教規範之列，遭雲林縣政府教育局糾正；其任內實施髮禁甚嚴，規定女生要“短髮齊耳”、男生要“小平头”。
謝霏霏任內也曾因推動能力分組教學，被家長以違反常態編班為由投訴土庫國中，但縣教育局認為並無違反規定，只是需要改善方式。

### 東明國中校長任內
2006年8月，謝霏霏調任為斗南的東明國中校長。12月舉行社區座談，與家長討論體罰保留相關議題。2007年3月，東明國中因將教職員薪資帳戶從斗南農會移轉到郵局，引起農會不滿，要求加收該校學生註冊費轉帳手續費；農會更在當地報紙中夾帶傳單批評時任該校校長的謝霏霏。
2008年，謝霏霏出版新書《愛在東明》。2010年正式退休。

## 著作
謝霏霏著有《永恆的愛》、《妙事趣聞》、《詩話·話詩》、《漫漫情路》（2000年出版，前雲林縣縣長張榮味有為之寫序）、《霏霏細語》、《細語霏霏》、《霏霏續語》、《凡走過的》、《愛在東明》（2008年出版）、《東明湧愛》等書，其多以筆名淼淼從事書籍寫作。